# Królewna Śnieżka i Łowca
Królewna Śnieżka i Łowca (ang. Snow White and the Huntsman) – amerykańsko-brytyjski film fantasy z 2012 roku w reżyserii Ruperta Sandersa. Film na podstawie baśni braci Grimm Królewna Śnieżka.
Film miał premierę 30 maja 2012 roku w Wielkiej Brytanii, 31 maja w Niemczech, a 1 czerwca w Stanach Zjednoczonych i w Polsce.

## Opis fabuły
Królewna Śnieżka (Kristen Stewart) dorośleje i staje się coraz piękniejsza. Jej macochę, królową Ravennę (Charlize Theron), która zachowuje młodość i urodę, odbierając energię dwórkom, zżera zazdrość. Gdy magiczne lustro mówi jej, że przez Śnieżkę straci władzę, rozkazują ją do niej sprowadzić, aby wyrwać jej serce i ją zniszczyć. Dziewczyna ucieka i znajduje schronienie w przeklętym lesie. Tymczasem Ravenna ściąga na dwór łowcę i obiecuje, że przywróci życie jego żonie gdy przyprowadzi Śnieżkę. Łowca (Chris Hemsworth) odnajduje dziewczynę i staje po jej stronie. Uczy ją radzić sobie z leśnymi potworami i posługiwać się orężem. Śnieżce sprzyja też siedmiu krasnoludków, którzy kiedyś szanowali jej ojca, króla Magnusa. Gdy królewna nadgryza podrzucone przez królową Ravennę zatrute jabłko i zapada w sen, Łowca skłania jej przyjaciela z dzieciństwa, księcia Williama, aby pocałunkiem wyzwolił ją z zaklęcia w nadziei, że królewna przeżyje. Jednak Śnieżka nie budzi się. Wkrótce Łowca sam wyzwala ją spod klątwy "pocałunkiem prawdziwej miłości". Śnieżka zamienia się w wytrawnego wojownika, zakłada strój ze skóry jelenia, zbroję i rusza, by zniszczyć Ravennę i wyzwolić królestwo. Ma po swojej stronie armię poddanych.

## Obsada
- Kristen Stewart jako Królewna Śnieżka[3][4]
- Charlize Theron jako królowa Ravenna
- Chris Hemsworth jako Łowca Eric
- Sam Claflin jako książę William
- Lily Cole jako Greta
- Sam Spruell jako Finn
- Vincent Regan jako Duke Hammond
- Noah Huntley jako król Magnus
- Liberty Ross jako matka Śnieżki
- Christopher Obi Ogugua jako głos lustra

Krasnoludy (karły)
- Ian McShane jako Beith
- Johnny Harris jako Quert
- Bob Hoskins jako Muir
- Toby Jones jako Coll
- Eddie Marsan jako Duir
- Brian Gleeson jako Gus
- Ray Winstone jako Gort
- Nick Frost jako Nion[5]